# سيلبو
سيلبو، باللغة النرويجية Selbu، هي بلدية في مقاطعة سور تروندلاغ. المقر الإداري للبلدية هو قرية ميبوندن، كما تضم قرى أخرى: فلورا، فوسان، هيتباكن، إنبيغدا، سيلبوستراند، تومرا وفيكفارفت.

## معلومات عامة
تأسست بلدية سيلبو في 1 يناير/كانون الثاني 1838. في 1 يناير/كانون الثاني 1901 فُصل الجزء الشرقي من سيلبو ليشكل بلدية مستلقة تدعى تيدال، ولم تتغير حدود سيلبو منذ ذلك الحين.

### التسمية
التسمية في اللغة النوردية القديمة Selabú. الجزء الأول من الكلمة هو اسم قديم لبحيرة سيلبوسيوان (باللغة النوردية القديمة Seli)، أما الجزء الأخير bú فيعني «منطقة».

### شعار النبالة
شعار النبالة اُعتمد حديثا في 31 مايو/آيار 1991، وهو يصور ثلاث سيلبوروز (وتعني وردة سيلبو) محبوكة بلون أسود مع خلفية فضية (وعادة ما تتم حياكة هذا الشكل في العديد من الملابس التقليدية النرويجية). علما أن الحياكة المنزلية هي تقليد عريق في البلدية.

### الكنائس
كنيسة النرويج تملك أبشرية واحدة في بلدية سيلبو، وهي تابعة لعمادة ستيوردال وأسقفية نيداورس.
| الأبشرية | اسم الكنيسة       | تاريخ البناء | موقع الكنيسة |
| -------- | ----------------- | ------------ | ------------ |
| سيلبو    | سيلبو كيركا       | 1150         | ميبوندن      |
| سيلبو    | سيلبوستراند كيركا | 1901         | سيلبوستراند  |
| سيلبو    | فلورا كابل        | 1936         | فلورا        |

## الجغرافيا
تملك سيلبو حدودا مع تسع بلديات: تروندهايم، مالفيك وستيوردال شمالا ; ميراكر وتيدال شرقا ; تيدال، هولتالين وميدترة غاولدال جنوبا ; ميلهاوس وكلابو غربا.
أكبر بحير في سيلبو هي سيلبوسيوان (بمساحة 60 كيلومترا مربعا)، وتقع على ارتفاع 160 مترا عن سطح البحر. أعلى قمة جبلية في سيلبو هي قمة فونغان (1,441 مترا) الواقعة ضمن حظيرة سكارفان وسورونغن الوطنية. يمر بسيلبو كل من نهري نيا وروتلا.

## النقل
الطريق الرئيسي في سيلبو هو الطريق السريع Rv705، وتبعد سيبلو بـ40 كيلومترا عن مطار تروندهايم، فارناس.

## الاقتصاد
تاريخيا، عرفت سيبلو بالفلاحة وتسيير الغابات، وأيضا بتقنيات الحياكة. في العقود الأخيرة بذلت مجهودات لتحسين قطاع الأعمال، خاصة في التكنولوجيا، الإلكترونيات والميكانيك.

## روابط خارجية
- الدليل السياحي لمقاطعة سور تروندلاغ على Wikivoyage.
- إحصاءات حول بلدية سيلبو في موقع الإحصاءات النرويجي.